# Негрени (Телеорман)
Негрени (рум. Negreni) насеље је у Румунији у округу Телеорман у општини Татараштиј де Жос. Oпштина се налази на надморској висини од 147 m.

## Становништво
Према подацима из 2002. године у насељу је живело 607 становника, од којих су сви румунске националности.